# Parchís (groupe)
Pour les articles homonymes, voir Parchís.
Parchís est un groupe espagnol de musique pour enfants qui a connu un retentissement très important tant en Espagne qu'en Amérique latine dans sa première période entre 1979 et 1985. Le groupe s'est finalement séparé en 1992. Après la fin de son premier cycle, le groupe reprend à plusieurs reprises avec de nouveaux chanteurs et artistes pour enfants.

## Histoire
En 1979, le label discographique Discos Belter, situé à Barcelone, en Espagne, décide de percer sur le marché de la musique pour enfants, qui, avec des groupes comme Enrique y Ana ou le Grupo Nins, entamait une période de succès et de répercussion notables dans le pays. Bien que la maison de disques ait déjà des références de quelques chanteurs pour enfants, au début de l'été, elle ouvre un processus de sélection publique par le biais des journaux de Barcelone.
Le groupe prévu par la maison de disques devait porter le nom de Parchís, un jeu de société bien connu en Espagne. Il était donc prévu que quatre membres s'habillent aux couleurs des pièces du jeu (rouge, bleu, jaune et vert). Cependant, après le processus de sélection, ils ont décidé d'inclure un cinquième membre, à qui ils ont attribué le rôle du dé et la couleur blanche. En octobre 1979, ils apparaissent dans l'émission Aplauso, sur Televisión Española (TVE).
Leur premier album était un double LP qu'ils ont sorti pour Noël 1979. L'album, intitulé Las 25 Super Canciones de los peques, fut un grand succès basé sur des reprises de chansons à succès, telles que En la Armada, une reprise de In the Navy des Village People, Gloria, d'Umberto Tozzi, Demasiado Cielo (Too Much Heaven) des Bee Gees ou Fantasmas a gogó, une chanson qui, interprétée par Isabel, avait remporté le IVe Festival de la Canción Infantil de TVE en 1970. Parallèlement, d'autres morceaux ont été composés spécialement pour le groupe, notamment La Canción de Parchís, la carte de visite du groupe, Ganador et Mortadelo y Filemón, Agencia de Información.
En mai 1980, Televisión Española choisit les Parchís pour les représenter au Festival de la Canción Deportiva - Medalla para la Canción, organisé à Varsovie, en Pologne. Ils y interprète la chanson Por el Deporte a la Paz, composée par Aniano Alcalde, avec laquelle ils obtiennent la deuxième place, après les représentants de la Finlande. Pour la même chaîne de télévision, ils interprètent le générique de la série d'animation La Bataille des planètes, populairement connue sous le nom de G Commando G. Le 19 décembre 1980, ils sortent leur premier long métrage en tant que personnages principaux : La Guerra de los Niños.

## Hommage
En 2019, Netflix publie la série documentaire Parchís : el documental hommage au groupe, réalisée par Daniel Arasanz.